# DJ Q-Ball
DJ Q-Ball (* 8. Oktober 1974 in Limerick, Pennsylvania; bürgerlich Harry Dean Jr.) ist ein US-amerikanischer DJ, Sänger und Rapper. Bekannt wurde er als Mitglied der Bloodhound Gang.

## Biografie
Mit 15 Jahren begann DJ Q-Ball, Platten aufzulegen und nahm später an einer professionellen DJ-Ausbildung teil. Anschließend studierte er Umweltwissenschaften und Betriebswirtschaftslehre, 1995 schloss er sich der Bloodhound Gang, damals noch weitestgehend unbekannt, an. Sein Durchbruch mit seiner Band gelang ihm mit Hooray for Boobies, mit der er in Deutschland und in Österreich auf Platz eins chartete. Nach zwei Jahren auf Tour nahm sich die Band eine sechsmonatige Auszeit, um sich privaten Dingen zu widmen. 2005 erschien schließlich das vierte Studioalbum Hefty Fine.
Im Jahr 2008 gründete Q-Ball zusammen mit Troy Walsh die Federal Moguls. Die zweiköpfige Band produzierte das Album High Risk Investment Planning, welches zum kostenlosen Download angeboten wurde und dem Alternative-Hip-Hop-Genre einzuordnen ist. 2015 kam mit Hard-Off das fünfte Album der Bloodhound Gang auf den Markt. Dort tritt er bei dem Lied We’re Gonna Bring The Party To You in Erscheinung.

## Privat
Die Bloodhound Gang ist, insbesondere bei Konzerten, für ihre Eskapaden und Skandale bekannt. In einem Interview, welches er 2006 dem Planet Interview gab, stellte Q-Ball klar, dass sie dies für ihr Publikum täten. Privat seien diese jedoch „ganz normal“. Weiterhin sagte er, dass es als Musiker besser sei, ungebunden zu bleiben, da man oft unterwegs sei und dadurch wenig Zeit für einen Partner habe. Trotz dieser Aussage verlobte er sich 2012 mit seiner Freundin Beth, beide heirateten schließlich am 31. Januar 2014.
Zu seinen deutschen Lieblingsbands zählen die Toten Hosen und Spezializtz, zudem gefallen ihm Thomas D und Smudo von den Fantastischen Vier.

## Diskografie

### Federal Moguls
- 2008: High Risk Investment Planning

### Solo (Auswahl)
- 2001: The Boardercross Sound: Drones feat. Q-Ball – Deep Cover
- 2003: Gimmie The Medicine Vol. 2: Jimmy Nugz/Q-Ball – Being Sober Sucks
- 2015: "Don’t Mess Around With A Guy That Drinks Alone": Project Dim Mak Featuring Q-Ball & Daddy Long Legs